# Karen Anne Buljo

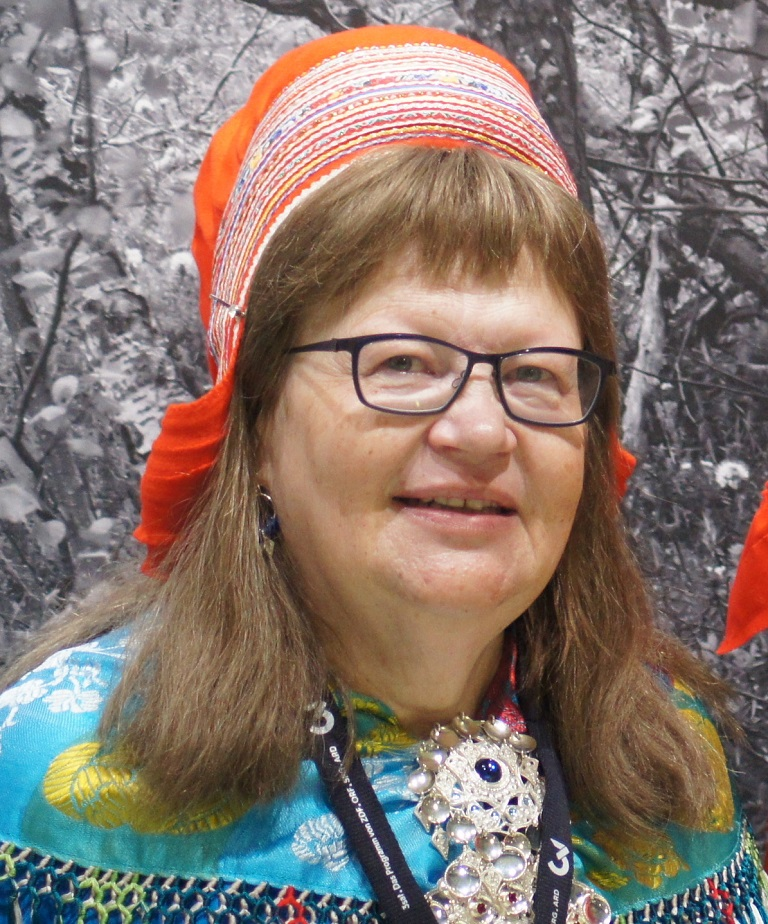
Karen Anne Buljo (2019)

Karen Anne Buljo (* 1. Juli 1964 in Masi) ist eine samisch-norwegische Schriftstellerin und Lyrikerin.

## Leben und Wirken
Karen Anne Buljo stammt aus dem Dorf Máze (norwegisch Masi) in der nordnorwegischen Kommune Guovdageaidnu (norwegisch Kautokeino). Sie schreibt Kinder- und Jugendbücher in nordsamischer Sprache. Daneben hat sie einen Reisebericht, Gedichte und Lehrmaterial veröffentlicht. Zu den Ergebnissen ihrer Tätigkeit gehören auch ein Hörspiel für Kinder und Erwachsene sowie ein nordsamischer Sprachkurs mit Buch und CD.
Zusammen mit anderen Künstlern übt Buljo die Gesangskunst des Joikens aus. Für Kinder hat sie die CD Áfruvvá („Meerjungfrau“) mit Joiks der an der Küste lebenden Samen herausgegeben. Buljos Kinderbuch mit dem gleichen Titel Áfruvvá – Havfruen (nordsamisch und norwegisch) basiert auf einer samischen Legende von einem Mädchen, das den Joik des Meeres hört und zu einer Meerjungfrau wird.
Ihr Gedichtband Šiellaspeajal („Amulettspiegel“) wurde 2019 für den Kinderbuch-Preis des Nordischen Rates nominiert.

## Werke (Auswahl)
Als Verfasserin
- Dille – din tur. Vox, 2001.
- Ábifruvvá. Joik (CD), Iđut, 2006.
- Pelle Njoammil. Drama. Davvi Girji, 2007.
- Stephen Borrough. Kinderbuch. Davvi Girji, 2008.
- Kristoffer ja Lálla. Jugendbuch. Iđut, 2010.
- Áfruvvá – Havfruen. Kinderbuch. Iđut, 2011.
- Nieidagorži – Pikefossen. Kinderbuch. Iđut, 2011.
- Mit Hege Jensen: På vei til de åtte årstider land – solas og vindens folk/Beaivváža ja biekka olbmot. Sprachkurs Nordsamisch, mit CD. 2014.
- Šiellaspeajal. Gedichtband für Kinder. Davvi Girji, 2018.
- Guovssu guovssahasat. Kinderbuch. Davvi Girji, 2019.